# Arthur Turcotte
Arthur Turcotte, né le 19 janvier 1845 et mort le 12 octobre 1905 à Montréal, est un homme politique québécois. Il est député de Trois-Rivières à l'Assemblée législative du Québec de 1876 à 1881 et de 1884 à 1890. Il a siégé comme conservateur-indépendant sauf durant ses deux derniers mandats, de 1886 à 1890. Il est également maire de Trois-Rivières de 1876 à 1877.

## Biographie

### Famille et études
Né en 1845 à Montréal, il est le fils de Joseph-Édouard Turcotte et de Flore Buteau. Il est le frère de Gustave-Adolphe Turcotte et le filleul de René-Édouard Caron. Il épouse Éléonore McDonald le 16 janvier 1873.
Arthur Turcotte fait ses études au Collège Sainte-Marie de Montréal, au Stonyhurst College, à l'Université Laval et à l'Université McGill. Il est admis au barreau du Bas-Canada le 18 juin 1867.

### Avocat et journalisme
Il exerce d'abord la profession d'avocat à Trois-Rivières. Il est chroniqueur parlementaire pour le journal Le Canadien en 1872. Président de la Compagnie d'imprimerie de Trois-Rivières, il fonde le journal La Concorde le 2 mai 1879 avec pour devise « Les intérêts du pays avant ceux des partis ». Il cofonde également La Sentinelle le 2 août 1884, mais Louis-François Richer Laflèche, évêque de Trois-Rivières, le fait interdire en 1886.

### Politique

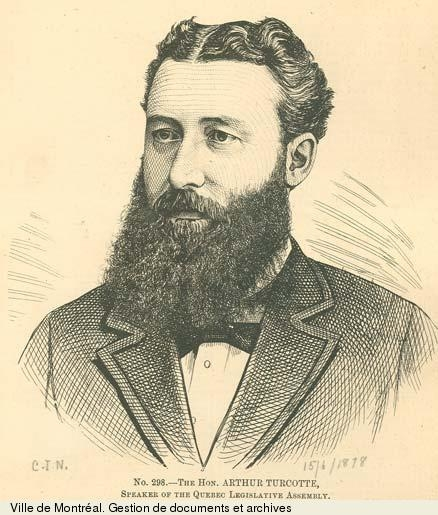
Arthur Turcotte, alors orateur de l'Assemblée législative du Québec.

#### Maire et député
Il commence sa carrière politique en tant qu'échevin à Trois-Rivières, de 1873 à 1875. Il en devient maire du 17 juillet 1876 au 9 juillet 1877. Le 18 avril 1876, il est élu député indépendant de Trois-Rivières à l'Assemblée législative du Québec lors de l'élection partielle du 18 avril 1876. Il est réélu lors des élections de 1878. Il occupe le poste d'orateur de l'Assemblée législative du Québec du 4 juin 1878 au 8 mars 1882. Il perd son poste de député aux élections de 1881 avant de le reprendre à l'élection partielle du 26 mars 1884.

#### Ministre
Il passe sous la bannière libérale aux  élections de 1886. Dans le gouvernement Honoré Mercier, il est nommé ministre le 29 janvier 1887. En novembre 1887, il remplace de façon intérimaire le premier ministre du Québec. Il est nommé procureur général du Québec le 8 mai 1888 et occupe ce poste jusqu'au 22 août 1890.

#### Positions politiques
Durant ses mandats en politique québécoise, Turcotte fait adopter des mesures pour soustraire de la créance les familles pauvres ou endettées. Il appuie l'autonomie provinciale. Il propose même que Trois-Rivières devienne la capitale du Québec. En 1885, lors de la Rébellion du Nord-Ouest, il est le premier député à dénoncer dans une motion l’attitude du gouvernement fédéral.

### Fin de carrière
Le 19 août 1890, il devient protonotaire à la Cour supérieure de Montréal. Il meurt subitement au palais de justice de Montréal, le 12 octobre 1905.